# Sân bay quốc tế Pakse

## Vị trí
Sân bay Pakse (IATA: PKZ, ICAO: VLPS) là sân bay quốc tế của Lào tại Pakse. Pakse là kinh đô phía nam của Vương quốc Champasak.

## Kiến trúc và các tiện ích
Sân bay Pakse có nhà ga quốc nội và quốc tế. Sân bay được thiết kế theo lối kiến trúc kiểu Lan Xang, một kiểu kiến trúc phổ biến ở các Chùa Phật giáo tại Lào với phần mái nhọn. Sân bay có Đường băng dài 1625 m.  Sân bay có đầy đủ những tiện ích như: Máy rút tiền tự động; quầy thu đổi ngoại tệ; Cửa hàng miễn thuế; Nhà hàng; quầy thông tin; Internet; khu vực sạc Thiết bị điện tử;...

## Lịch sử sân bay

### Nâng cấp lần 1
Ban đầu, khi mới xây nên, sân bay Pakse vẫn còn chưa hiện đại và nhỏ. Sau đó, sân bay này đã được nâng cấp lên theo từng đợt. Giai đoạn nâng cấp sân bay đầu tiên vào đầu tháng 3 năm 2008. Nó đã phải đóng cửa đến 2 lần để mở rộng Đường băng. Trong lúc đó, sân bay Pakse vẫn được mở cửa trong thời gian ngắn từ tháng 11 năm 2009 đến tháng 2 năm 2010. Sau khi sửa lại, sân bay Pakse đã mở cửa chính thức vào ngày 1 tháng 6 năm 2010. Những sự thay đổi của sân bay Pakse sau đợt nâng cấp lần 1 thì Đường băng dài lên 2.400 mét và rộng 45 mét.

### Nâng cấp lần 2
Sau đó, Sân bay đã được nâng cấp lần hai bằng việc kéo dài Đường băng và lắp thêm đèn chiếu sáng trên Đường băng, nâng cấp khu vực sân đỗ Máy bay và đèn tín hiệu ở ngay đó. Phần tháp Điều khiển không lưu đã được nâng cấp lên từ 3 tầng lên 6 tầng.

## Hãng hàng không
- Lao Airlines (Bangkok-Suvarnabhumi, Luang Prabang, Phnom Penh, Savannakhet, Siem Reap, Vientiane, Thành phố Hồ Chí Minh, Đà Nẵng) London,Paris

## Tai nạn và sự cố
- Ngày 16 tháng 10 năm 2013, chuyến bay 301 của Lao Airlines từ Viêng Chăn đến Pakse rơi xuống sông Mekong khi đang hạ cánh xuống sân bay Pakse. Toàn bộ hành khách và phi hành đoàn đều thiệt mạng.[4]